# At Sachem Farm
At Sachem Farm (bra: Horizonte sem Fim; prt: Horizonte Sem Limites) é um filme dramático estadunidense, lançado em 1998. Também é conhecido como Higher Lover, Trade Winds e Uncorked.

## Premissa
Ross, um jovem determinado, planeja vender a coleção de vinhos de sua família, com o objetivo de adquirir uma propriedade rica em minérios, que podem torná-lo rico. Entretanto, em seu caminho, ele encontra Tio Cullen, que tem planos muito mais bizarros para o tesouro da família.

## Elenco
- Rufus Sewell	.... 	Ross
- Minnie Driver	 .... 	Kendal
- Nigel Hawthorne	.... 	Tio Cullen
- Amelia Heinle	.... 	Laurie
- Michael E. Rodgers	.... 	Paul
- Keone Young	.... 	Sr. Tang
- Gregory Sporleder	.... 	Tom
- Chalvay Srichoom	.... 	Cha
- Elizabeth Tsing	.... 	Maya
- Jim Beaver	.... 	Foreman